# Evelyn Nwabuoku
Evelyn Nwabuoku (Lagos, 14 novembre 1985) è una calciatrice nigeriana, di ruolo centrocampista.
È sorella di Desire Oparanozie, che ha raggiunto all'EA Guingamp nella stagione 2016-2017.

## Carriera

### Club
Evelyn Nwabuoku inizia la carriera nel proprio paese giocando, prima nel Bayelsa Queens per trasferirsi in seguito al Rivers Angels di Port Harcourt, in Nigerian Women Football League, massimo livello del campionato nigeriano. Con la squadra dello stato federato del Rivers al termine della stagione 2013-2014 conquista il titolo di Campione della Nigeria e la Nigerian Women's Cup.
Nel 2015 decide di affrontare la sua prima avventura in un campionato estero, sottoscrivendo un accordo con le Campionesse del Kazakistan del BIIK Kazygurt. Con la società di Şımkent rimane una sola stagione, congedandosi al termine del campionato con otto presenze.
Esauriti gli impegni nell'Est europeo, durante il calciomercato invernale 2015-2016 trova un accordo con l'Östersunds DFF per giocare in Elitettan, secondo livello del campionato svedese, tuttavia non sentendosi a proprio agio dopo sei settimane ottiene una rescissione consensuale del contratto.
Durante l'estate 2016 formalizza il suo passaggio all'EA Guingamp per giocare in Division 1 Féminine, primo livello del campionato francese per la stagione entrante, dove raggiunge la sorella Desire Oparanozie che la aiuta ad ambientarsi e a superare le difficoltà linguistiche.
Terminata l'esperienza francese torna in patria sottoscrivendo un accordo con il Rivers Angels.
Nella parte finale della carriera trova spazio, pur se in serie inferiori, sia nel campionato spagnolo che in quello italiano, arrivando in estate 2020 al Pozoalbense, squadra con sede a Pozoblanco, e successivamente, nell'estate 2022, allo Spezia, squadra che in quella stagione disputa la Serie C.

### Nazionale
Nel 2010 Oparanozie viene convocata dalla Federazione calcistica della Nigeria per indossare la maglia della nazionale affidata al tecnico Kadiri Ikhana impegnata nel campionato africano di categoria della Guinea Equatoriale 2012.
Il subentrato tecnico Edwin Okon la chiama anche per la successiva edizione di Namibia 2014 dove contribuisce a vincere il titolo di Campione d'Africa battendo 2-0 il Camerun nella finale del 25 ottobre al Sam Nujoma Stadium di Katutura.
Selezionata dalla federazione nigeriana per partecipare al Mondiale di Canada 2015, Nwabuoku viene impiegata da Okon in tutte le tre partite giocate dalla Nigeria nella fase a gironi. Fa il suo esordio l'8 giugno 2015, al Winnipeg Stadium di Winnipeg, scendendo in campo dal primo minuto nell'incontro pareggiato 3-3 con la selezione svedese e conquistando l'unico punto della sua squadra nel torneo. Causa le altre due partite perse, 2-0 con l'Australia e 1-0 con gli Stati Uniti, Nwabuoku e compagne sono costrette ad abbandonare il mondiale.
Okon, ancora alla guida della nazionale per l'edizione edizione di Camerun 2016 della rinominata Coppa delle nazioni africane femminile 2018, la convoca nuovamente dandole così l'occasione per bissare il successo del 2014, superando per 1-0 il Camerun padrone di casa nella finale del 3 dicembre giocata allo Stade Ahmadou Ahidjo di Yaoundé, portando a due i titoli continentali conquistati da Nwabuoku.

## Palmarès

### Club
- Nigerian Women Football League: 1

Rivers Angels: 2013-2014
- Nigerian Women's Cup: 1

Rivers Angels: 2013-2014

### Nazionale
- Coppa delle nazioni africane femminile 2018: 3

Namibia 2014, Camerun 2016, Ghana 2018